# 3032 Evans
A 3032 Evans (ideiglenes jelöléssel 1984 CA1) a Naprendszer kisbolygóövében található aszteroida. Edward L. G. Bowell fedezte fel 1984. február 8-án.